# Угрожена врста
Угрожена врста је врста живих организама чија популација је тако малобројна да јој прети потпуно изумирање. Појам угрожена врста (енгл. Endangered species, ознака EN) су у почетку користили само биолози и еколози, а своје правно значење је добио када су државе широм света, под притиском покрета за заштиту животне средине, донеле законе којима се одређене врсте дефинишу као угрожене. На основу тих закона се доносе разне мере са циљем спречавања њиховог изумирања, најчешће у облику забране лова или привредног искоришћавања појединих природних станишта.
Међународна унија за заштиту природе (IUCN) одржава такозвани Црвени списак. На том списку су угрожене врсте у другој категорији по озбиљности статуса угрожености дивљих популација, након критично угрожених врста (CR). Стављање одређених врста на листу угрожених, односно скидање са те листе, често је предмет контроверзи и политичких сукоба иза којих стоје различити економски, политички и социјални интереси.
Године 2012. је IUCN Црвени списак садржао 3.079 животињских и 2.655 биљних угрожених врста широм света. Године 1998. је респективно било 1102 и 1197 угрожених врста.
Многе нације имају законе којима се штите врсте које зависе од конзервације. Тим законима се на пример, забрањује се лов, ограничава развој земљишта или се креирају резервати. Популациони бројеви, трендови и статус конзервације врста се могу наћи на списку организама по популацији.

## Статус угрожености
Статус угрожености врста је индикатор вероватноће да ће она изумрети. Многи фактори се разматрају при процени конзервационог статуса врсте; нпр, такви параметри као што су број преосталих припадника, свеукупно повећање или смањење популације током времена, стопе успешног размножавања, или познате претње.  Црвени списак угрожених врста је најпознатији систем за вођење евиденције и рангирање угрожених врста широм света.
Процењује се да се преко 40% свих врста на свету суочава са ризиком од изумирањем. До сада је 199 земаља је потписало споразум за стварање акционог плана за биодиверзитет, којим ће се заштити угрожене и друге врсте у опасности. У САД, такви планови се обично називају плановима опоравка угрожених врста.
Више од 99 процената свих врста, што је преко пет милијарди врста, које су икад живеле на Земљи се процењује да је изумрло. Процене садашњег броја врста на Земљи су у опсегу од 10 милиона до 14 милиона, од чега је око 1,2 милиона до сад било документовано и преко 86 процената још увек није описано. По неким недавним извештајима, из маја 2016, научници процењују да тренутно на Земљи постоји око једне милијарде врста од чега је тренутно само један хиљадити део једног процента описан.

## Црвена лист
Мада је обележени списак, Црвени списак је систем процењивања глобалног статуса конзервације врста, чиме су обухваћени „Недостатак података“  species – врсте за које су потребни додатни подаци и процене да би се одредио њихов статус – као и врсте које су свеобухватно оцењене путем процеса IUCN процене врста. За врсте са "скоро угрожен"  и „најмање угрожен“  статусом извршена је процена и утврђено је да имају релативно робусне и здраве популације, мада су оне можда у опадању. За разлику од општије употребе на другим местима, списак користи термине „угрожена врста“ и „врста под претњом“ са специфичним значењима: „угрожене“  врсте се налазе између „рањивих“  и „критично угрожених“  врста, док су врсте „под претњом“ оне врсте за које је утврђено да су рањиве, угрожене или критично угрожене.
Категорије црвеног списка, са примерима животиња које су у њих класификоване, обухватају:
Изумрле
Примери:
- тур
- балијски тигар
- карипска морска медведица
- каролински паракит
- каспијски тигар
- додо
- тамни морски врабац
- источна пума
- златна жаба
- велика њорка
- гвамски мувохватач
- јапански морски лав
- јавански тигар
- лабрадорска патка
- јалара
- новозеландска препелица
- голуб селац
- Шомбургков јелен
- Штелерова морска крава
- торбарски вук
- кенгур греј
- западни црни носорог
- калифорнијски гризли медвед

- Кенгур греј
- Торбарски вук
- Златна жаба
- Додо
- Велика њорка
- Шомбургков јелен

Изумрле у дивљиниЗаточене јединке опстају, али нема слободно живуће, природне популације.
Примери:
- берберски лав
- хавајска врана
- пер Давидов јелен
- сахарски орикс
- сокоро голуб
- вајоминшка жава

- Пер Давидов јелен
- Сахарски орикс
- Северни бели носорог
- Гуамски тркавац

Критично угроженеСуочава се са изузетно великим ризиком од истребљења у непосредној будућности.
Примери:
- адакс антилопа
- афрички дивљи магарац
- алабамска пећинска риба
- амурски леопард
- арабијски леопард
- араканска шумска корњача
- азијски гепард
- аксолотл
- двогрба камила
- црни носорог
- плавогрла ара
- бразилски ронац
- смеђи мајмун паук
- калифорнијски кондор
- кинески алигатор
- кинески џиновски саламандер
- речна горила
- флоридски пантер
- гавијал
- хавајска морска медведица
- царски детлић
- белокљуни детлић
- јавански носорог
- какапо
- бели кускус
- средоземна морска медведица
- планинска горила
- западноафрички гепард
- северни длакавоноси вомбат
- филипински орао
- црвени вук
- сајга
- сијамски крокодил
- малајски тигар
- Шпиксова ара
- аустралијска туна
- јужнокинески тигар
- суматрански слон
- суматрански орангутан
- суматрански носорог
- суматрански тигар
- калифорнијска морска свиња
- кинески речни делфин
- северни бели носорог
- западноафрички лав
- западни низијски горила
- биса
- Кемпова ридли морска корњача

- Јамајканска игуана
- Суматрански носорог
- Амурски леопард
- Бели кускус

УгроженеСуочава се са великим ризиком од изумирања у блиској будућности.
Примери:
- афрички дивљи пас[а]
- сибирски тигар
- азијски слон
- азијски лав
- аустралијски букавац
- плави кит
- бонобо
- борнејски орангутан
- обична шимпанза
- азијски дивљи пас
- источна низијска горила
- етиопски вук
- флореска врана
- хиспидски зец
- дивовска видра
- жаба голијат
- зелена морска корњача
- дугоглава морска корњача
- гревијева зебра
- хијацинтова ара
- мадагаскарска чапља
- иберијски рис
- јапански ждрал
- јапанска ноћна чапља
- леарова ара
- малајски тапир
- вијорога коза
- мадагаскарска жута чапља
- персијски леопард
- носати мајмун
- белобради лангур
- патуљасти нилски коњ
- ruska crvenovoljka
- ротшилдова жирафа
- снежни леопард
- јужно андски јелен
- шриланкански слон
- дивљи коњ Пржеваљског
- шриланкански макаки
- вијетнамски фазан
- вулкански зец
- индијски биво
- белоува ноћна чапља
- амерички ждрал
- мачка риболовац
- тасманијски ђаво
- црвена панда
- кит ајкула

- Сибирски тигар је угрожена  подврста тигра. Три подврсте тигра су већ изумрле (види списак месождера по популацији).[12]
- Плавогрла ара, угрожена врста
- Смеђи мајмун паук, угрожена врста
- Сијамски крокодил, угрожена врста
- Америчка закопавајућа буба, угрожена врста
- Кемпова ридли морска корњача, угрожена врста

РањивеСуочава се са високим ризиком од угрожавања у средњем року.
Примери:
- афрички сиви папагај
- афрички слон[б]
- афрички леопард
- афрички лав[б]
- веслонос
- шаран
- облачасти леопард
- гепард[в]
- дугонг
- далекоисточна шљука
- фоса
- галапагоска корњача[г]
- гаур
- жирафа
- плавооки какаду
- сиријски хрчак
- велики шкриљчасти детлић
- нилски коњ
- хумболтов пингвин
- индијски носорог
- коmodski zmaj[д]
- мала белочела гуска
- мандрил
- гривасти тропрсти лењивац
- монтсератски цветни трупијал
- планинска зебра
- хавајска гуска
- бели медвед
- уснати медвед
- такин
- јак
- велика бела ајкула
- амерички крокодил
- беловрата врана
- динго
- краљевска кобра

- Афрички слон
- Фоса
- Дугонг
- Уснати медвед

Скоро угроженеМоже се сматрати под претњом у блиској будућности.
Примери:
- амерички бизон
- азијска златна мачка
- аустралијска савка
- царска гуска
- царски пингвин
- велика шљука
- јагуар
- ларчов планински саламандер
- мали дугоноси шишмиш
- магеланов пингвин
- гривасти вук
- нарвал
- маргај
- планински усамљенички орао
- пампаска мачка
- паласова мачка
- црвенкаста чапља
- бели носорог
- пругаста хијена
- тиграста ајкула
- белоуви фазан

- Амерички бизон
- Паласова мачка
- Пругаста хијена
- Гривасти вук

Најмање угроженеНема непосредне претње преживљавању врсте.
Примери:
- амерички алигатор
- америчка врана
- индијски паун
- маслинасти павијан
- белоглави орао
- амерички црни медвед
- мрки медвед
- смеђи пацов
- смеђоврати тропрсти лењивац
- канадска гуска
- тршчана жаба
- голуб гривнаш
- пума
- мрка жаба
- сиви вук
- кућни миш
- ждеравац[13]
- црни какаду
- луизијански црни медвед
- дивља патка
- меркат
- црвенокљуни лабуд
- платипус
- црвенокљуни ткач
- црвенорепи јастреб
- голуб пећинар
- црвено-модра ара
- јужни морски слон
- млечна ајкула
- грбави кит
- венезуелански црвени урликавац

1. ↑  Near-critically endangered.
2. 1 2  Particularly sensitive to poaching levels.
3. ↑  Near-endangered due to poaching.
4. ↑  May vary according to levels of tourism.
5. ↑  Varies according to female populations.

- Индијски паун
- Белоглави орао
- Ждеравац
- Ливадска жаба

## Инвазивне врсте
Увођење неаутохтоних врста на неко подручје може да поремети екосистем до те мере да изворне врсте постану угрожене. Таква увођења могу да представљају стране или инвазивне врсте. У неким случајевима инвазивне врсте се надмећу са изворним врстама за храну или план. У другим случајевима стабилан економски баланс може да буде поремећен предацијом или другим узроцима који доводе до неочекиваног опадања заступљености врсте. Нове врсте могу да преносе болести на које изворне врсте немају отпорност.

## Конзервација

### Заточенички узгој
Заточенички узгој је процес узгоја ретких или угрожених врста у људски контролисаним окружењима са ограниченим поставкама, као што су резервати дивљих животиња, зоолошки вртови и други објекти за очување животне средине. Заточенички узгој има за циљ спречавање изумирања врсте и стабилизацију популације врсте тако да не нестане.
Та техника се показала успешном за многе врсте, при чему су вероватно најстарији познати примери размножавања у заточеништву менажерије Европских и Азијских владара, нпр. Давидовог јелена. Међутим, технике размножавања у заточеништву је обично тешко применити на високо мобилне врсте као што су неке миграторне птице (нпр. ждралови) или рибе (нпр. Tenualosa ilisha). Додатно, ако су популације недовољно велике, онда може да дође до парења сродника услед редукованог генског фонда и умањења имунитета.
Године 1981. је Удружење зоолошких врта и акваријума (AZA) креирало план преживљавања врста (SSP) ради помоћи у презервацији специфичних угрожених врста путем размножавања у заточеништву. Са преко 450 специфичних SSP планова, постоји знатан број угрожених врста које обухваћене плановима и препорукама за формирање разноликих и здравих популација. У изради планова су кључну улогу имале таксонске саветодавне групе. Ти програми се обично стварају крајњом мером. SSP програми учествују у опоравку врста, ветеринарској заштити при епидемијама дивљих животиња, и бројним другим напорима за очување дивљих животиња. Неке врсте које су обухваћене SSP програмима су џиновска панда, низијске гориле, и Калифорнијски кондори.

### Приватни узгој
Док ловокрађа значајно смањује угрожене животињске популације, легални, комерцијални, приватни узгој чини супротно. Знатно су повећане популације јужног црног носорога и јужног белог носорога. Др Ричард Емсли, научни сарадник при IUCN, је изјавио да је због таквих програма, „Ефективно спровођење закона ... постало знатно лакше сад кад су животиње углавном у приватном поседу ... Успели смо да укључимо локалне заједнице у програме очувања. Постоје све снажнији економски подстицаји повезани са бригом за носороге уместо једноставног криволова: од екотуризма до њихове продаје за профит. Знатан број власника се брине о њима. Приватни сектор је кључни фактор у подршци нашег рада.“
Конзервациони експерти сматрају да је учинак кинеског узгоја корњача у популацијама дивљих корњача Кине и југоисточне Азије, многе од којих су угрожене, „лоше схваћен“. Иако они похваљују постепену замену корњача ухваћени у дивљини са корњачама узгајеним на фармама на тржишту, проценат узгајених примерака на „видљивом“ тржишту је порастао са око 30% 2000. године до око 70% 2007. Конзервационе експерте забрињава чињеница да су многе дивље животиње ухваћене да би се фармерима обезбедио узгојни фонд. Конзервациони експерт Питер Пол ван Дајк је уочио да фармери корњача обично сматрају да су животиње ухваћене у дивљини супериорни узгојни сток. Фармери корњача могу стога трагати и ухватити и задње преостале примерке појединих угрожених врста корњача.
Године 2009. су истраживачи у Аустралији успели да нађу начин узгоја јужне туне с плавим перајем у резервоарима на копну, отварајући могућност да се путем рибогојства може сачувати врста од прекомерног риболова.

## Галерија
- Угрожена (скоро критично угрожена) сива лисица.
- Мада угрожена, морска видра има релативно велику популацију.
- Гомила лобања америчког бизона чија популација је због претераног лова 1890. сведена на свега 750 јединки.
- Недорасли Калифорнијски кондор.
- Дугоглава морска корњача
- Азијска арована
- Хоксбил морска корњача
- Канторова гигантска корњача с меким оклопом